# Ivar Johansson (genetiker)

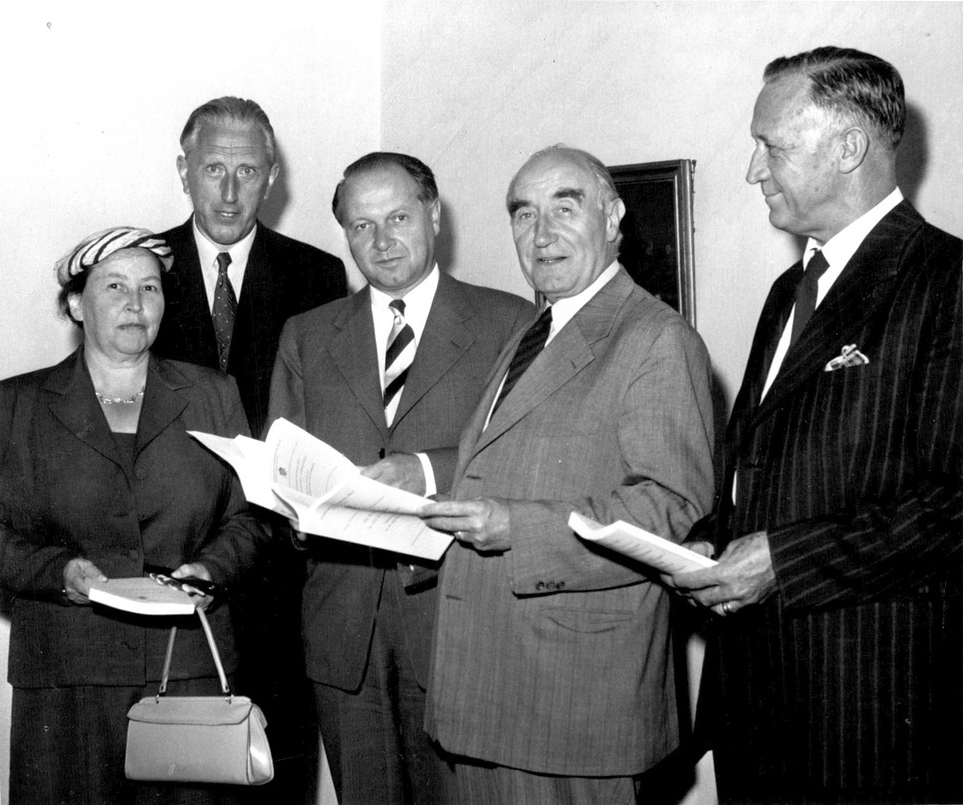
Ivar Johansson (längst till höger) är med och överlämnar lärarkommitténs betänkande för det husliga området till ecklesiastikminister Ivar Persson, 1957.

Karl Ivar Johansson, född 7 november 1891 i Vret, Hjortsberga socken, Småland, död 30 september 1988 i Djursholm, var en svensk husdjursgenetiker.
Ivar Johansson var son till lantbrukaren August Johansson. Han utexaminerades från Alnarps lantbruksinstitut 1918, genomgick husdjurskonsulentkurs där 1922–1923, studerade vid Wisconsins universitet i USA 1924–1926 och 1930 samt blev 1930 Doctor of Philosophy. Han var tillförordnad lärare vid Hvilans lantmannaskola i Skåne 1918–1919 och lärare där 1919–1923 samt bedrev studier vid Veterinärhögskolan 1923–1924. 1926–1932 var han tillförordnad professor i husdjurslära vid Ultuna lantbruksinstitut, och efter att ha varit assistant professor i husdjursgenetik vid Wisconsins universitet 1932–1933 utnämndes han 1933 till professor i husdjurens avels- och raslära vid Lantbrukshögskolan. Han företog även studieresor till flera europeiska länder. Johansson publicerade arbeten inom olika områden av husdjursläran, behandlande ärftlighet och fortplantning hos husdjuren. Bland hans arbeten märks The sex ratio and multiple births in cattle (1932, doktorsavhandling), Causes of variation in milk and butterfat yield of dairy cattle (1941, tillsammans med Artur Hansson), Untersuchungen über die Methodik der Milchleistungskontrolle (1942) och The sex ratio and multiple births in sheep (1943, tillsammans med Artur Hansson). Han utgav även flera handböcker och läroböcker som Husdjursaveln (1934, i 5:e upplagan av Husdjurslära för de lägre lantbruksläroverken), Mineralämnen och vitaminer i husdjurens utfodring (1936, tillsammans med Olof Svanberg), Ärftlighet och husdjursavel (1937; 2:a upplagan 1942, även på danska), Ekonomisk mjölkproduktion (1938), Svenskt lantbrukslexikon (1-2, tillsammans med Gunnar Dahlberg) och Svinaveln (1943). Johansson blev ledamot av styrelsen för Statens rasbiologiska institut och för Institutet för husdjursförädling samma år, ledamot av Jordbrukets upplysningsnämnd 1943 och av Jordbrukets forskningsråd 1945 samt ordförande i Sveriges agronomförbund 1943. År 1937 invaldes han i Lantbruksakademien.